# دوبونگ-دونگ
دوبونگ-دونگ (به لاتین: Dobong-dong) یک منطقهٔ مسکونی در کره جنوبی است که در منطقه دوبونگ واقع شده‌است. دوبونگ-دونگ ۹٫۵۵ کیلومتر مربع مساحت و ۵۶٬۹۹۰ نفر جمعیت دارد.